# Bafwasende
Bafwasende è un centro abitato della Repubblica Democratica del Congo, situato nella Provincia di Tshopo.